# Por amar sin ley
 (срп. Љубав без закона) мексичка је теленовела, продукцијске куће Телевиса, снимана 2018.

## Синопсис
Алехандра Понсе је успешна адвокатица грађанског права која је оставила каријеру по страни како би се посветила свом дечку Карлосу Ибари, експерту из области кривичног права. Њих двоје се припремају за венчање, али она ни не слути да ће се најсрећнији дан у животу претворити у ноћну мору. Наиме, Карлос је ухапшен на дан свадбе под оптужбом за убиство — све указује на то да је убио стриптизету која је пплесала на његовој момачкој вечери, а да је пре тога имао секс са њом.
Недуго потом, Алехандра упознаје Рикарда Бустаманте, адвоката у престижној канцеларији „Вега и сарадници”, који и сам пролази кроз пакао — разводи се од супруге Елене након што га је преварила, а најтеже му пада што више неће виђати њену децу коју је заволео као своју. 
Алехандра и Рикардо заљубљују се једно у друго, али нико није очекивао да ће Карлос из затвора контактирати са Рикардовим колегама из канцеларије са молбом да докажу његову невиност. Леонардо и Роберто, најбољи стручњаци из области кривичног права, успевају да ослободе Карлоса и то због недостатка доказа против њега.
Међутим, случај није затворен. Карлос није спреман да изгуби Алехандру и одлучан је у намери да се бори за њену љубав против Рикарда. Са друге стране, Алехандра и Рикардо, експерти у свом послу. мораће да схвате да ниједан закон не преписује како се воли, те да је љубав та која пише сопствене законе.

## Глумачка постава

### Главне улоге
| Глумац:      | Улога:               |
| ------------ | -------------------- |
| Ана Бренда   | Алехандра Понсе Руиз |
| Давид Зепеда | Рикардо Бустаманте   |
| Хулијан Хил  | Карлос Ибара         |

### Споредне улоге
| Глумац:                 | Улога:                    |
| ----------------------- | ------------------------- |
| Алтаир Харабо           | Викторија Ескаланте       |
| Гиљермо Гарсија Канту   | Алонсо Вега               |
| Хосе Марија Торе        | Роберто Морели            |
| Серхио Басањез          | Густаво Сото              |
| Пабло Валентин          | Бенхамин Акоста           |
| Илитија Мансаниља       | Оливија Суарез            |
| Ђералдин Базан          | Елена Фернандез           |
| Мојсес Арисменди        | Алан Паез                 |
| Мануел Балби            | Леонардо Моран            |
| Виктор Гарсија          | Хуан Лопез                |
| Ева Кадењо              | Летисија Хара             |
| Азела Робинсон          | Паула Руиз                |
| Роберто Баљестерос      | Хаиме Понсе               |
| Летисија Пердигон       | Сусана Лопез              |
| Исабела Камил           | Исабел                    |
| Арлет Пачеко            | Кармен                    |
| Магда Карина            | Соња                      |
| Натали Умања            | Татјана                   |
| Лурдес Мунхија          | Лурдес                    |
| Поли                    | Алисија                   |
| Данијела Алварез        | Фернанда                  |
| Кариме Јабер            | Наталија Бустаманте       |
| Јамил Јабер             | Федерико Бустаманте       |
| Амаирани                | Карина де Акоста          |
| Марко Муњоз             | Охеда                     |
| Софија Кастро           | Нора                      |
| Маријана Кастиљо        | Беатрис                   |
| Марта Хулија            | Денисе                    |
| Алеида Нуњез            | Милена Тељез              |
| Рената Нотни            | Анхела Паласиос           |
| Пилар Иксквик Мата      | Лаура                     |
| Марија Хосе Маган       | Ана Марија                |
| Алекс Сирвент           | Артуро                    |
| Марија Хосе             | Патрисија Линарес         |
| Хуан Карлос Нава        | Томас                     |
| Андреа Ортега           | Росита                    |
| Жакелин Андере          | Вирхинија Авалос          |
| Дијего Отеро            | Клаудио                   |
| Ана Патрисија Рохо      | Лина Авалос               |
| Андреа Торе             | Нурија                    |
| Тоњо Маури              | др. Авалос                |
| Лисет Морелос           | Маријана                  |
| Хесус Очоа              | таксиста                  |
| Клаудија Акоста         | Флорентина Гаридо         |
| Хосе Елијас Морено      | Хоел                      |
| Ернесто Д'Алесио        | Агустин Техера            |
| Маргарита Магања        | Лоренса                   |
| Аксел Отеро             | Едуардо Лало Техера       |
| Заиде Силвија Гутијерез | Силвија                   |
| Рикардо Клајнбаум       | Гиљермо Гонзалес          |
| Аксел Рико              | Слепи                     |
| Наталија Хуарез         | Ана Торес Беристајн Анита |
| Џошуа Гутијерез         | Фермин Дијаз              |
| Карлос Гатика           | Родриго Авалос            |
| Лаура Кармајн           | Присила                   |
| Нурија Бахес            | Синтија                   |
| Алехандро Ибара         | Дарио Дуран               |
| Раул Магања             | Раул Франко               |
| Давид Остроски          | Саул Моралес              |
| Хаде Фрасер             | Росио                     |
| Глорија Аура            | Инес                      |
| Луис Хавијер            | Маурисио Гутијерез        |
| Габријела Замора        | Гвадалупе Лупита          |
| Франсиско Дијаз         | Хоакин Леал               |